# Aero Lloyd
Aero Lloyd est une ancienne compagnie aérienne allemande disparue en 2003 à la suite d'une faillite.

## Historique
La compagnie Aero Lloyd a été formée le 6 septembre 1979  pour réaliser des vols charters. Ses premiers avions furent trois Caravelles achetées d'occasion qui commencèrent leur activité en mars 1981. Cette même année la compagnie acheta quatre Douglas DC-9-32 là encore de seconde main. Basée à Francfort elle disposait alors de destinations en Europe et notamment en France et en Italie.
Par la suite Aero Lloyd fit l'acquisition de machines plus modernes comme les MD-82 & MD-83, bientôt rejoints par quatre MD-87.
Désireuse d'accroitre son emprise la compagnie fit l'acquisition de quatre long-courriers triréacteurs MD-11. En 1992 Aero Lloyd acheta à Airbus deux A320 et quatre A321.
En parallèle la compagnie louait deux Boeing 737 auprès de la compagnie espagnole Futura International Airways.
Le 16 octobre 2003 au matin la faillite de cette compagnie fut annoncée.

## Flotte

### Description
- Sud Aviation Caravelle[1].
- Douglas DC-9-32[3] .
- McDonnell Douglas MD-82.
- McDonnell Douglas MD-83[3] .
- McDonnell Douglas MD-87.
- McDonnell Douglas MD-11.
- Airbus A320.
- Airbus A321.
- Boeing 737.

### Galerie photos

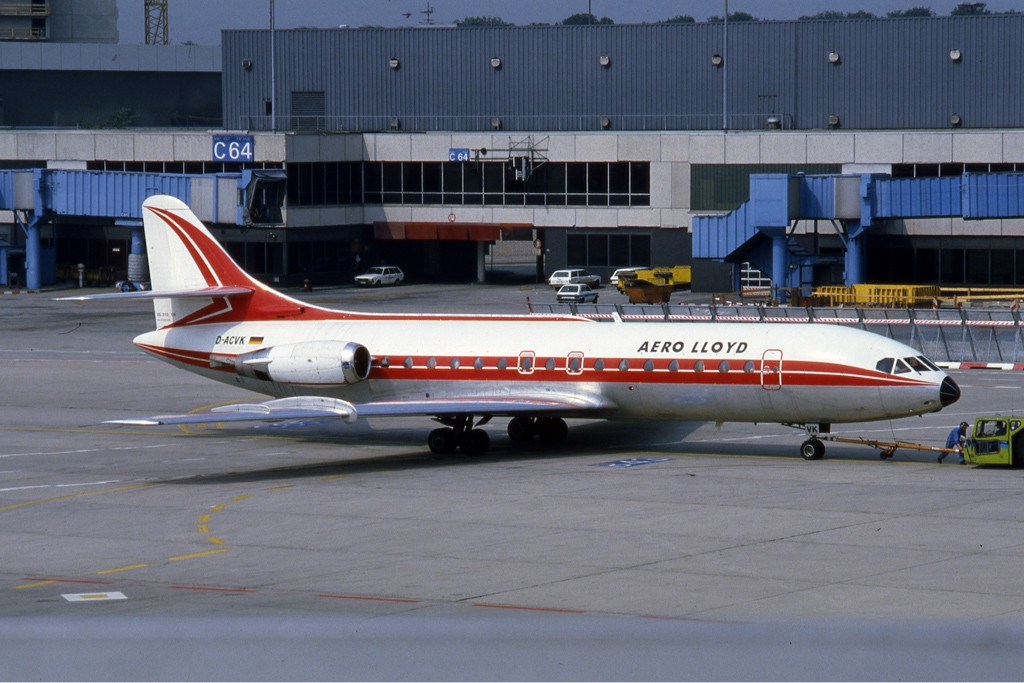
Caravelle d'Aero Lloyd.
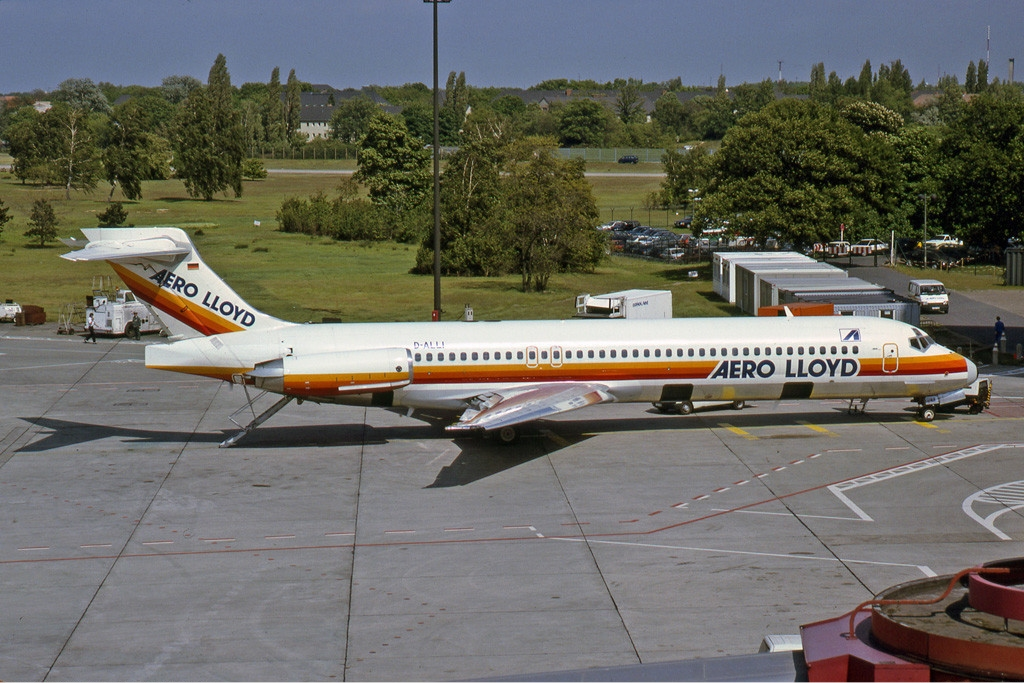
Mc Donnell Douglas MD-87 d'Aero Lloyd.
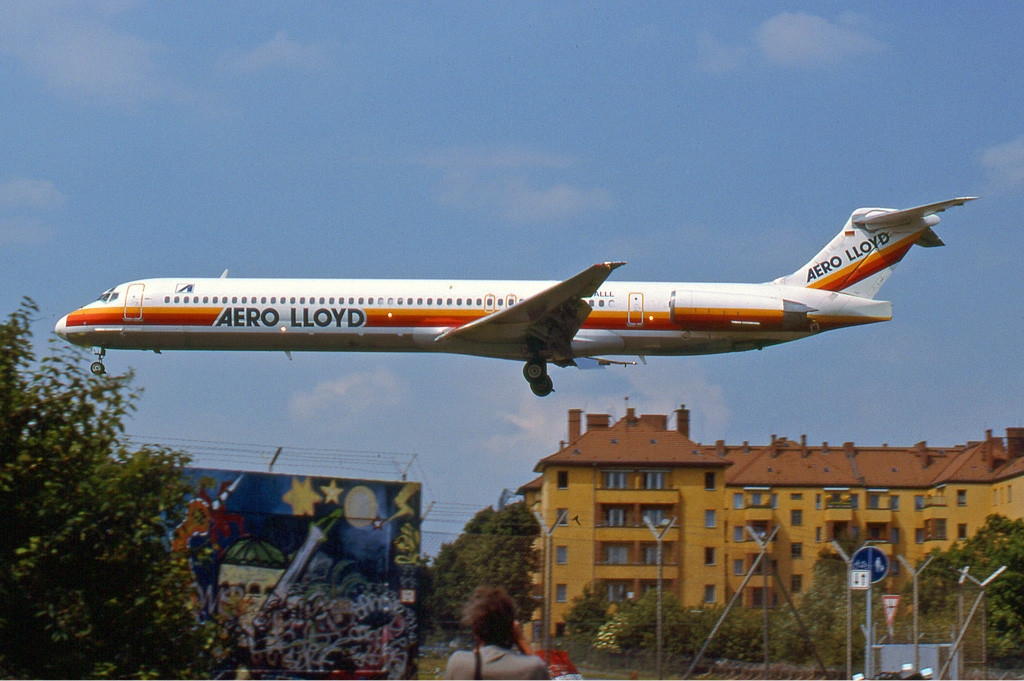
Mc Donnell Douglas MD-83 d'Aero Lloyd.
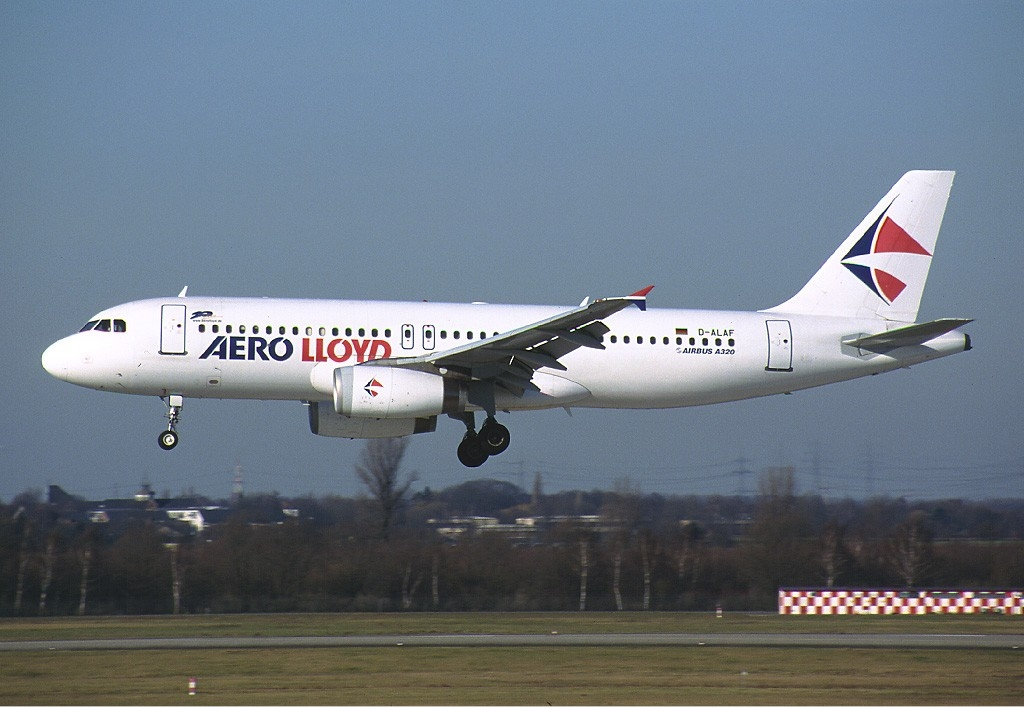
Airbus A320 d'Aero Lloyd.